# Nitza Morán
Nitza Morán Trinidad (San Juan, 17 de febrero de 1970) es una política, científica y empresaria puertorriqueña que se desempeña como senadora por el distrito San Juan I desde 2021 y como presidenta de las Mujeres Progresistas de San Juan. Anteriormente, Morán fue presidente de la Asociación de Comerciantes de La Placita durante 19 años.

## Vida
Morán nació el 17 de febrero de 1970 en San Juan, Puerto Rico, hija de Iris María Trinidad y Miguel Ángel Morán. Tiene un hermano gemelo y una hermana menor. Se graduó de una escuela secundaria privada en Santurce donde fue miembro de la Sociedad Nacional de Honor. Completó un bachillerato en biología en la Universidad de la Asunción en Worcester, Massachusetts y una maestría en ciencias forenses con especialización en criminología y serología en la Universidad de New Haven en Connecticut.  Morán es madre de un hijo.
Morán trabajó en la Universidad de Ciencias de la Salud de Ponce donde investigó el VIH. Posteriormente regresó a San Juan para trabajar en los negocios de su familia y se involucró en la comunidad empresarial local alrededor de La Placita de Santurce. Fue presidente de la Asociación de Comerciantes de La Placita durante 19 años. Miembro del Partido Nuevo Progresista, fue elegida al Senado de Puerto Rico en noviembre de 2020 para representar el Distrito senatorial de San Juan I. Es presidente de las Mujeres Progresistas de San Juan.

Morán es católica y se posiciona a favor del derecho al aborto.

## Historial electoral
| Año  | Cargo                                | Tipo      | Partido | Partido | Votos  | %     | Posición | Resultado |
| ---- | ------------------------------------ | --------- | ------- | ------- | ------ | ----- | -------- | --------- |
| 2020 | Senadora por el distrito de San Juan | Generales |         | PNP     | 45,783 | 16.69 | 2.ª      | Electa    |
| 2024 | Senadora por el distrito de San Juan | Generales |         | PNP     |        |       |          |           |